# مایک هیوز (ورزشکار)
مایک هیوز (انگلیسی: Mike Hughes؛ زادهٔ ۷ اوت ۱۹۵۹) ورزشکار روئینگ اهل کانادا است.
وی در مسابقات کشوری و بین‌المللی در مجموع برندهٔ ۱ مدال برنز شده‌است.